# Чудо Бранденбургского дома
Чудо Бранденбургского дома (нем. Mirakel des Hauses Brandenburg, фр. Miracle de la maison Brandenbourg) — закрепившееся в немецкой историографии обозначение невозможности русских и австрийских войск довести до победного конца Семилетнюю войну после победы при Кунерсдорфе. Под Бранденбургским домом подразумевается прусская королевская династия — бывшие курфюрсты Бранденбурга.

## Первое чудо
Выражение «чудо Бранденбургского дома» принадлежит прусскому королю Фридриху II, верившему в свою счастливую звезду. Вечером после сражения он в отчаянии пишет своему министру:

«У меня больше нет никаких резервов и, по правде говоря, я верю в то, что всё потеряно. Гибели своего Отечества я не переживу. Прощайте навсегда. Фридрих».

Через 4 дня после битвы при Кунерсдорфе 12 августа 1759 года, воодушевлённый Фридрих, узнав о том, что русские не используют своей победы для нанесения завершающего удара и, вместо того, чтобы идти на Берлин, уходят в направлении Котбуса, рапортует своему брату Генриху Прусскому:

«Я возвещаю Вам о чуде Бранденбургского дома. В то время, когда враг, перейдя Одер, мог решиться на вторую битву и закончить войну, он ушёл из Мюльрозе в направлении Либерозе».
Оригинальный текст (нем.)Ich verkündige Ihnen das Mirakel des Hauses Brandenburg. In der Zeit, da der Feind die Oder überschritten hatte und eine zweite Schlacht hätte wagen und den Krieg beendigen können, ist er von Müllrose nach Lieberose marschiert.

## Второе чудо
Вторым чудом Бранденбургского дома называют внезапную смерть непримиримой противницы Фридриха, Елизаветы Петровны, которая последовала 25 декабря 1761 года (5 января 1762 года). Сменивший её на престоле племянник Пётр III, будучи поклонником Фридриха, первым делом разорвал союзный договор с Австрией и заключил сепаратный Петербургский мир с Пруссией, находившейся на грани поражения в Семилетней войне ввиду полного истощения людских и материальных ресурсов.

## Третье чудо
Шверин фон Крозиг в своих мемуарах вспоминает, как в апреле 1945 года Геббельс читал Гитлеру в его бункере главу из книги Карлейля, посвящённую чудесному избавлению прусской короны от неминуемой гибели в конце 1761 года; при этом Гитлер чуть не прослезился. Когда через несколько дней в Берлин поступила новость о смерти американского президента Рузвельта, фюрер воспринял это как третье чудо Бранденбургского дома, рассчитывая, что Сталин и Черчилль быстро рассорятся друг с другом. Однако чуда не состоялось, и Берлин вскоре пал.